# پولاپونک
پولاپونک (به انگلیسی: Pollapönk) گروه موسیقی ایسلندی است.
آن ها در مسابقه آواز یوروویژن ۲۰۱۴ نماینده ایسلند بودند.